# Bruna de secà
La bruna de secà (Hyponephele lupina) és una espècie de lepidòpter papilionoïdeu de la família dels nimfàlids (Nymphalidae) present als Països Catalans.

## Distribució
S'estén pel nord-oest d'Àfrica i gran part del sud d'Europa, incloent el Marroc, Algèria, centre i sud de la península Ibèrica, sud-est de França, centre i sud d'Itàlia, Txèquia, Eslovàquia, els Balcans i Grècia. A l'Àsia és present des de Turquia i Transcaucàsia fins a Kazakhstan i sud de Sibèria, incloent l'Altai i el Tian Shan. Present en nombroses illes mediterrànies, entre les quals el nord de Sicília, Creta, Lesbos, Quios, Cos, Rodes i Xipre. A la península Ibèrica es troba des del sud del País Basc, Navarra i Aragó, passant pels sistemes Central i Ibèric, Extremadura i sud de Portugal fins a diversos sistemes muntanyosos d'Andalusia. A Catalunya, hi ha poques citacions confirmades, entre les quals algunes d'antigues de les Terrens de Ponent, i dues de recents d'exemplars capturats prop de les localitats de Fulleda, a les Garrigues, i de Meranges, a la Cerdanya. La dificultat per diferenciar aquesta espècie de la bruna de muntanya (Hyponephele lycaon) no permet confirmar la majoria de citacions recents de l'espècie.

## Descripció
Envergadura alar d'entre 35 i 50 mm. Dimorfisme sexual evident per la presència, en els mascles, d'un androconi allargat a l'ala anterior. Anvers de l'ala anterior de color bru fosc, amb un petit punt negre poc marcat prop de la punta. La femella presenta la meitat exterior de l'ala anterior lleugerament més clara, amb dos ocels negres a la part exterior. Anvers de l'ala posterior bru fosc, amb la part exterior més clara en les femelles. Revers de l'ala anterior de color ataronjat i amb un ample marge grisenc, amb un ocel en el cas dels mascles, i dos en el cas de les femelles. Revers de l'ala posterior grisós jaspiat de negre, amb una franja lleugerament més clara en alguns exemplars. L'ala posterior presenta el marge marcadament fistonat.

## Hàbitat
Zones obertes, herboses, pedregoses i càlides en matollars. Rang altitudinal des del nivell del mar fins als 2000 m. L'eruga s'alimenta de diverses gramínies, com ara Festuca, Stipa o Aegilops.

## Període de vol i hibernació
Vola en una única generació entre els mesos de maig i setembre, amb un període d'estivació. Hiberna com a eruga.

## Conservació
A Catalunya, es tracta d'una papallona molt escassa i de la qual se'n desconeix el seu estat poblacional. Les principals amenaces són l'alteració o destrucció dels seus hàbitats. Per aquests motius, està inclosa al Catàleg de fauna salvatge autòctona amenaçada i de mesures de protecció i de conservació de la fauna salvatge autòctona protegida, en la categoria En perill d’extinció.

## Espècies ibèriques similars
- Bruna de muntanya (Hyponephele lycaon)
- Bruna de prat (Maniola jurtina)